# Sistema educativo de Uruguay
En la educación pública uruguaya, son principios fundamentales la laicidad, gratuidad y obligatoriedad, tal como fueran proclamados por José Pedro Varela en la reforma de 1876. Según un estudio de la UNESCO de 2011, la educación uruguaya garantiza igualdad al poseer características institucionales que impiden la mercantilización de la educación, la educación de Uruguay favorece la equidad.

## Generalidades

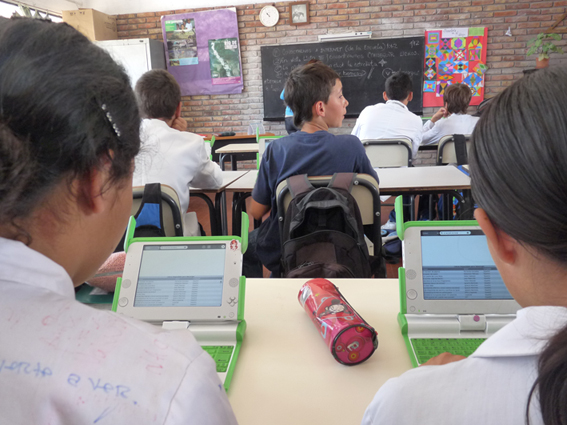
Estudiantes de enseñanza primaria en una escuela pública uruguaya con computadoras XO de Ceibal.

La población tiene acceso a educación gratuita desde primer nivel de inicial hasta la graduación en la universidad. 
La enseñanza secundaria tiene una larga tradición. En 2012 se cumplen cien años de la creación de los liceos departamentales en Canelones, Melo, Colonia, Trinidad, Florida, Maldonado, Minas, Paysandú, Fray Bentos, Rocha, Salto, Mercedes, Tacuarembó.
El país cuenta con una universidad pública de acceso libre y gratuito, la Universidad de la República, que consta de 16 facultades y servicios anexos.
La oferta de educación pública se ve complementada por instituciones de educación privada que abarcan desde la educación preescolar hasta la terciaria. Son numerosas las instituciones confesionales (católicas, metodistas, judaicas, etc.); también se destacan algunos colegios bilingües, mayormente ingleses, y también los hay franceses, alemanes e italianos.
Es de destacar además que Uruguay fue precursor en materia de educación preescolar en América Latina, merced a la labor pionera de la maestra Enriqueta Compte y Riqué, quien fundó el primer jardín de infantes ya en 1892; actualmente, la educación preescolar también es obligatoria.
Uruguay tiene uno de los índices de alfabetización más altos de América Latina, con una tasa de 98,5 % en 2014.

## Principios
Son principios generales de la educación uruguaya pautados por la Constitución de la República se establece la obligatoriedad de la educación primaria y de la enseñanza media. Asimismo, se establece la gratuidad de la educación desde el nivel primario hasta el terciario. Los principios referidos están consignados en los artículos 70 y 71 de la Constitución de 1967. La educación privada está avalada por el artículo 68, que garantiza la libertad de enseñanza y que permite la intervención estatal solo en cuanto sea para «mantener  la  higiene,  la  moralidad,  la  seguridad  y  el  orden  público». De acuerdo al artículo 69 de la Carta Magna, las instituciones educativas privadas se ven exoneradas de impuestos nacionales y municipales.
Aunque no está expresamente declarado en la Constitución, el principio de laicidad queda implícito a partir de alguno de sus artículos. El artículo 5 de la Constitución declara la laicidad del Estado uruguayo y el artículo 58 sostiene que los funcionarios públicos «están al servicio de la Nación y no de una fracción política. En los lugares y horas de trabajo, queda prohibida toda actividad ajena a la función, reputándose ilícita la dirigida a fines de proselitismo de cualquier especie».
Desde 1985 hasta 2008 el sistema educativo nacional estuvo regido por la Ley Nº15.739 y su decreto reglamentario. A partir de 2008, rige la actual Ley de Educación Nª18.437. En esta ley se reafirma la universalidad y la obligatoriedad de la educación y se especifica más concretamente esta última: es obligatoria la educación inicial de niños de 4 y 5 años, la educación primaria, la educación media básica y media superior. Es obligación de los padres que esto sea cumplido.

## Organismos gestores del sistema educativo

### Ministerio de Educación y Cultura (MEC)
A través de la Dirección de Educación, tiene como cometidos principales delinear los principios generales de la educación y facilitar la coordinación de políticas educativas a nivel nacional. Además, tiene la función de autorizar a los centros privados de educación infantil y de llevar las estadísticas nacionales de educación.

### Administración Nacional de Educación Pública (ANEP)
Es el organismo estatal responsable de la gestión del sistema educativo público en los niveles de educación inicial, primaria, media, técnica-profesional y formación docente terciaria. El resto de la educación terciaria pública es gestionada por la Universidad de la República. Además de gestionar la educación pública, es el organismo supervisor de la educación privada en todos los niveles. La ANEP es un ente autónomo y como tal está gobernada por un consejo con poderes plenos de administración.
La ANEP está dividida en distintos organismos. El Consejo Directivo Central (CODICEN) es el órgano máximo que administra la educación pública desde el nivel inicial hasta la formación terciaria no universitaria. Entre otras cosas, le compete definir la orientación general de los planes y programas de estudios. Se encarga de aprobar los planes de estudio elaborados por los consejos desconcentrados. Estos órganos son los siguientes: el Consejo  de  Educación  Inicial  y  Primaria, El Consejo de Educación Secundaria, el Consejo de Educación Técnico Profesional y el Consejo de Formación en Educación.

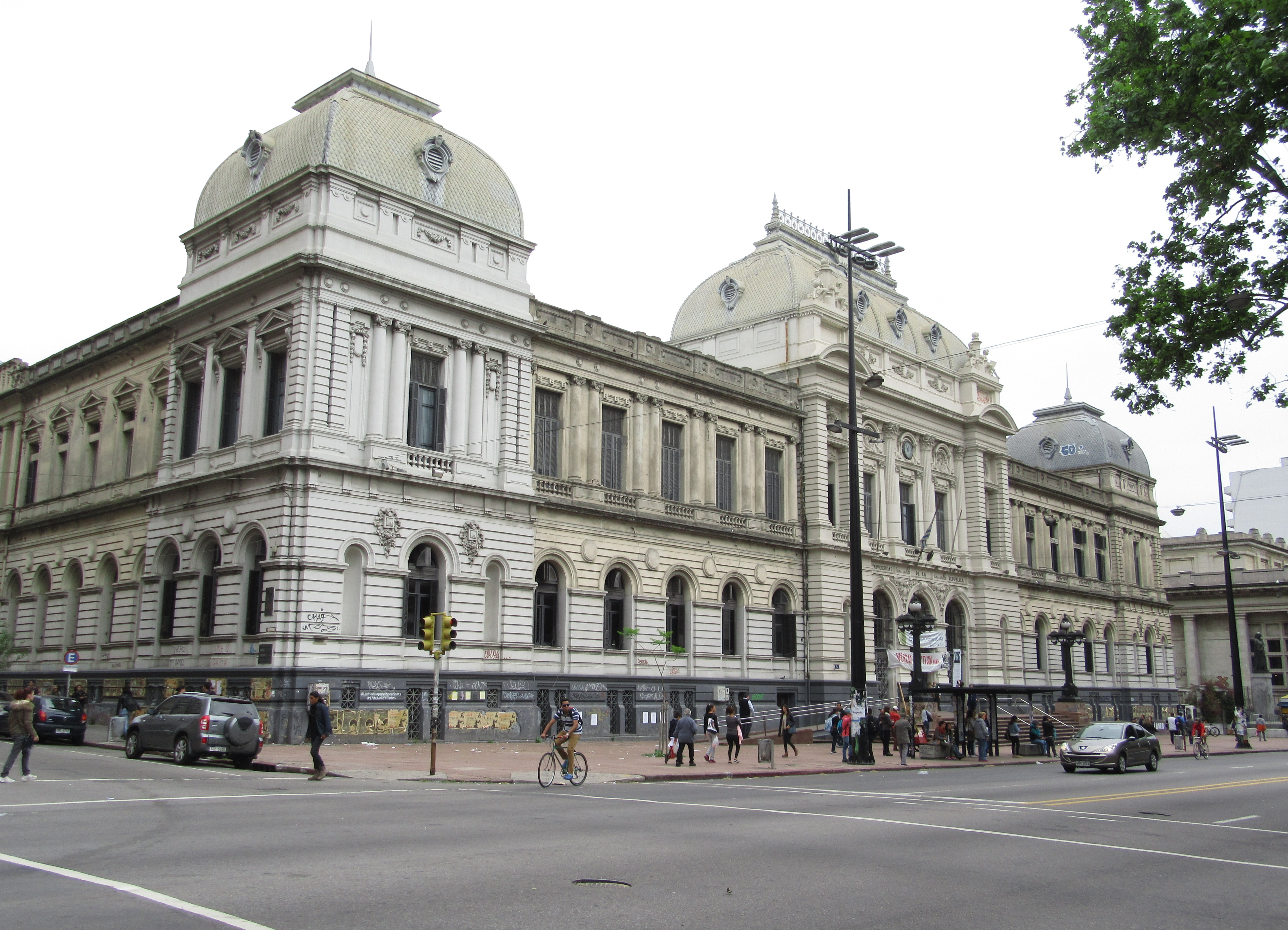
Facultad de derecho de la Universidad de la República.

### Universidad de la República
Es la encargada de gestionar la educación pública superior en todas sus áreas. Es un ente autónomo y está cogobernada por los docentes, estudiantes y egresados.

## Tránsito educativo

### Educación formal

#### Educación inicial
La educación inicial está destinada a los niños de entre 3 y 5 años. Esta educación es obligatoria a partir de los 4 años. En 2015, el porcentaje de niños en edad inicial que asistían a centros educativos era de: 68,1 % en niños de 3 años, 90,9 % en niños de 4 años y 98,6 % en niños de 5 años.

#### Educación primaria
Es obligatoria y gratuita a nivel público. Está estructurada en seis grados y destinada a niños a partir de los 6 años. La asistencia a los centros educativos es de lunes a viernes. Según la modalidad, son la cantidad de horas de asistencia. Por lo general, la jornada es de 4 horas incluyendo media hora de recreo. En las escuelas de tiempo completo el horario es de 7 horas y media, en las escuelas rurales de 5 horas, y en las de educación especial 6 horas. En el año hay una totalidad de 180 días lectivos.

#### Educación secundaria

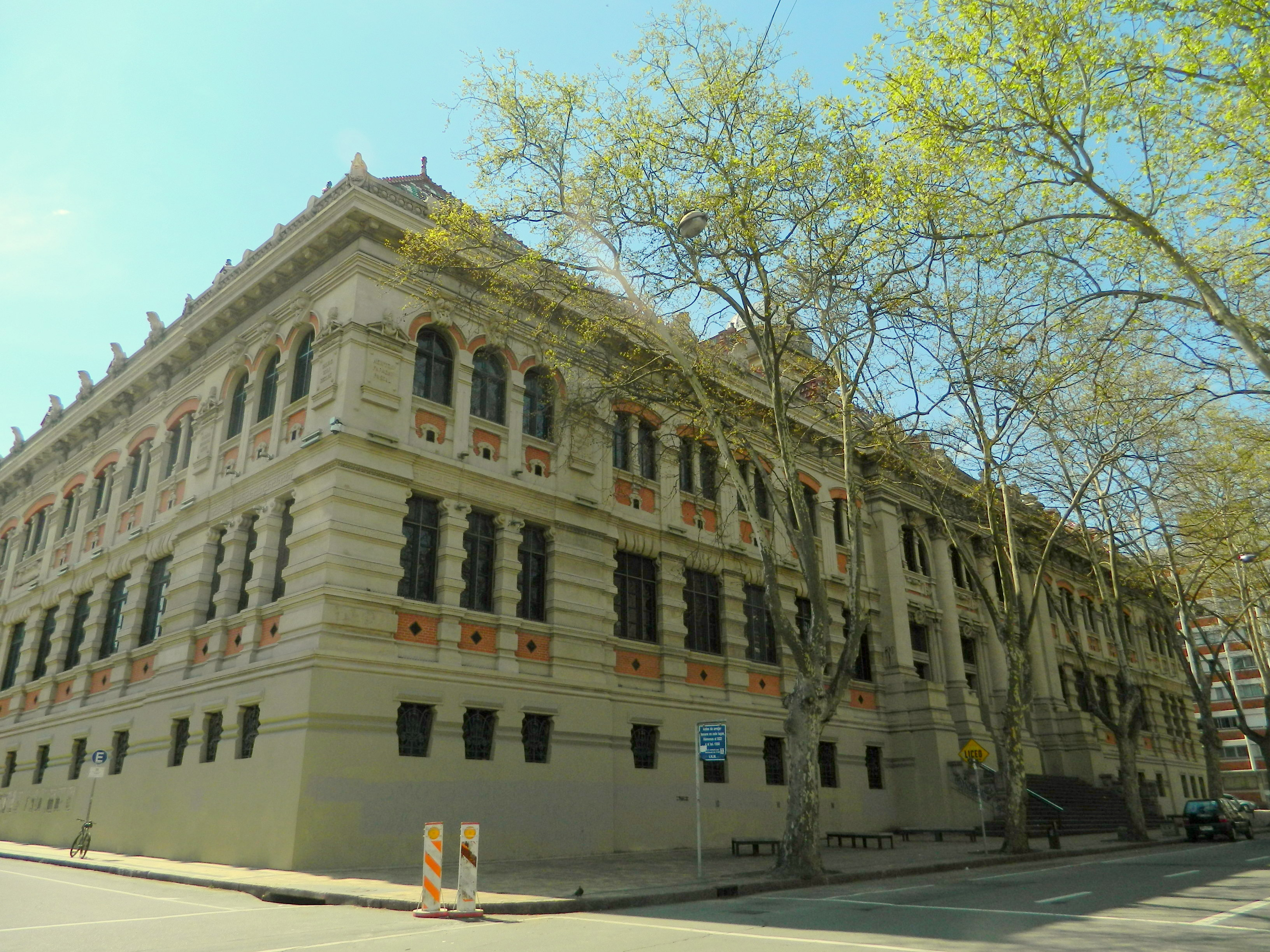
Instituto Alfredo Vásquez Acevedo (IAVA), instituto de educación secundaria de Montevideo.

Está distribuida en dos ciclos, cada uno de tres años de duración. El ciclo básico es obligatorio para el grupo de edad comprendido entre los 12 y 14 años. Puede cursarse en la modalidad general y en la modalidad tecnológica. El ciclo básico rural es desarrollado en establecimientos de educación primaria. El ciclo superior o Bachillerato es también obligatorio según la Ley de educación de 2008 para los jóvenes de edades entre 15 y 17 años. El año lectivo transcurre de marzo a noviembre y el cronograma aspira a cubrir 32 semanas de clases.

#### Educación terciaria

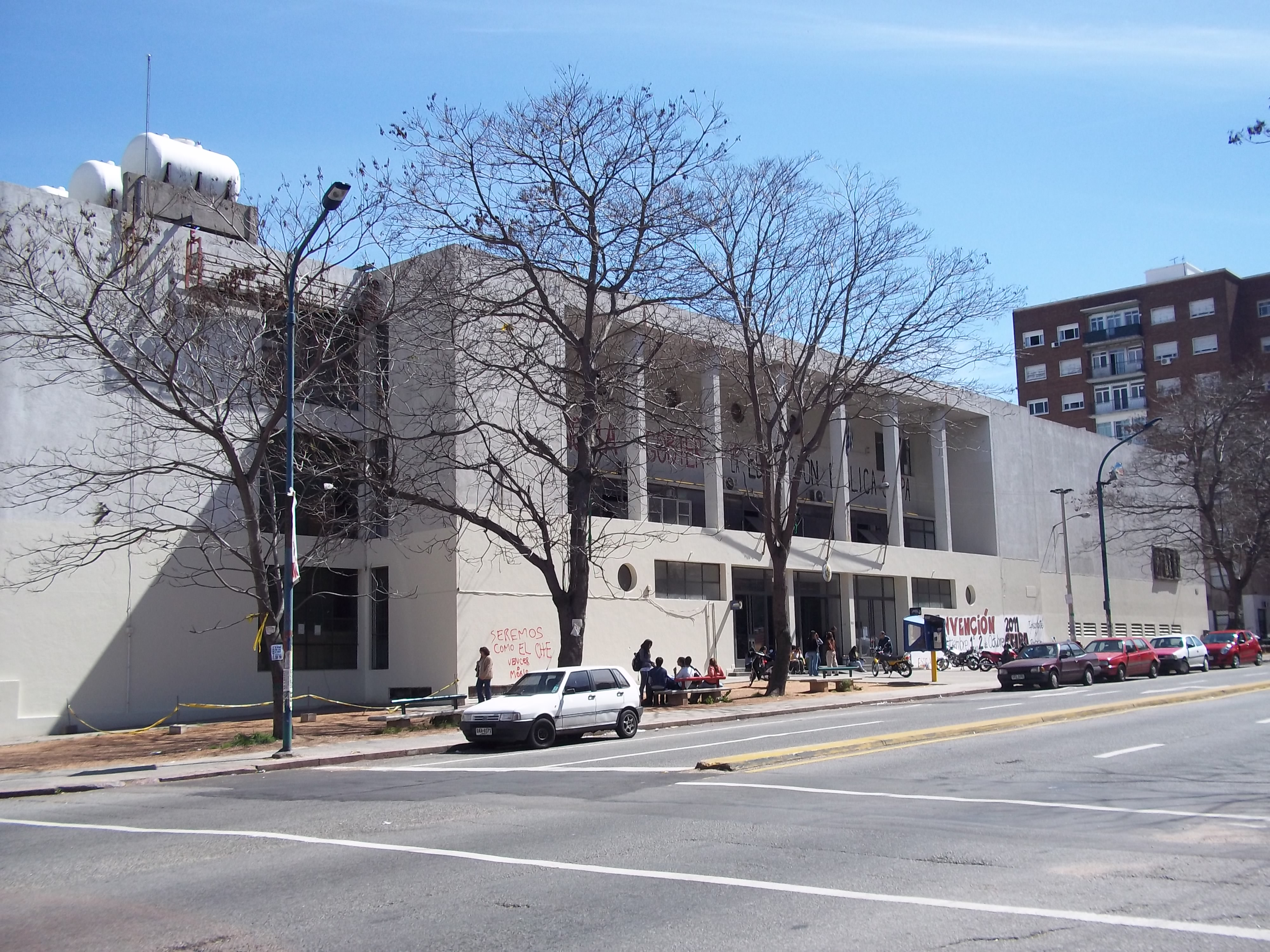
Instituto de Profesores Artigas, instituto de formación docente de Montevideo.

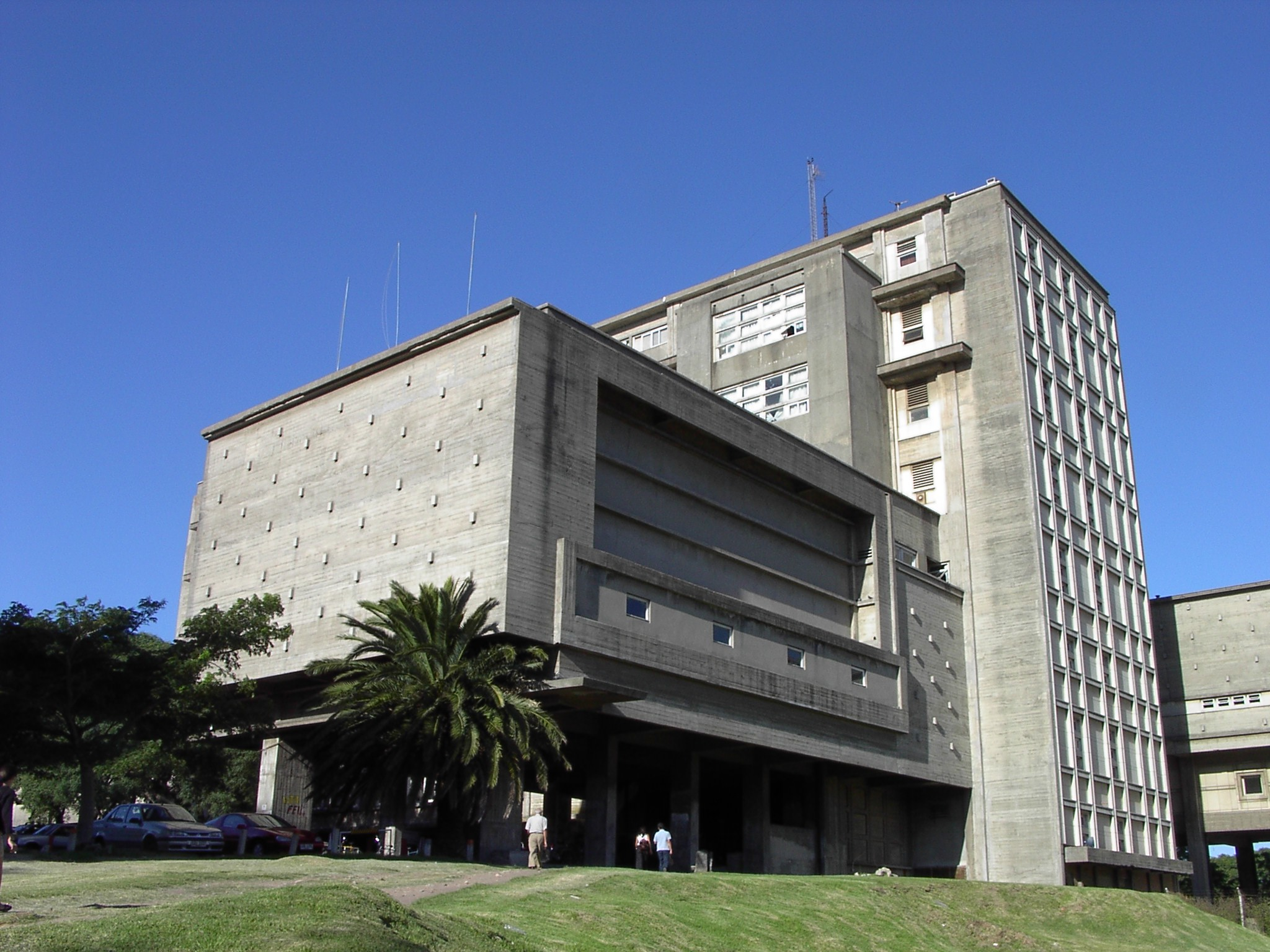
Facultad de Ingeniería (Universidad de la República)

La educación terciaria no universitaria a nivel público es brindada por los siguientes institutos: la Escuela Militar, la Escuela Naval y la Escuela Militar de Aeronáutica (dependientes del Ministerio de Defensa), la Escuela Municipal de Arte Dramático (EMAD) (dependiente de la Intendencia Departamental de Montevideo) y por el Consejo de Educación Técnico Profesional (dependiente de la ANEP) que brinda cursos y carreras terciarias no universitarias. Las instituciones educativas privadas de estas características son denominadas Institutos  de Enseñanza Terciaria no Universitaria y deben ser avalados por el Ministerio de Educación y Cultura.
La formación en educación está dirigida a la formación de maestros, profesores, profesores de educación física y educadores sociales. Tienen lugar en los institutos normales y los institutos de formación docente, que son de carácter no universitario. La gestión es llevada adelante por el Consejo de Formación en Educación, dependencia de la ANEP. Son carreras de cuatro años de duración, con las cuales se accede al título de maestro de primaria, profesor de educación secundaria, maestro técnico y educador social.
Instituciones Archivado el 28 de enero de 2021 en Wayback Machine.:
- INET, Instituto Normal Enseñanza Técnica, es una institución educativa terciaria pública especializada en Maestros Técnicos para la Universidad del Trabajo del Uruguay.

- IPA, Instituto de Profesores Artigas, es una institución de educativa terciaria pública, destinado a la formación de profesores para la enseñanza media.

- CERP, Centro Regional de Profesores.
- IFD, Institutos de Formación Docentes.
- IFES, Instituto de Formación en Educación Social.
- IINN, Institutos Normales María Stagnero de Munar y Joaquín R. Sánchez, forma maestros para enseñanza primaria.
- IPES, Instituto de Perfeccionamiento y Estudios Superiores Juan E. Pivel Devoto.

La formación universitaria es ofrecida por la Universidad de la República, la Universidad Tecnológica del Uruguay, la escuela nacional de policía (dependiente del ministerio del interior) y por universidades privadas. La primera universidad privada del país fue la Universidad Católica del Uruguay, fundada en 1985, y a esta le sucedieron: la Universidad ORT Uruguay, la Universidad de Montevideo, la Universidad de la Empresa y la Universidad CLAEH. Actualmente, también existen los Institutos Universitarios: Instituto Universitario Autónomo del Sur, Instituto Metodista Universitario Crandon, Instituto Universitario Asociación Cristiana de Jóvenes, Instituto Universitario Francisco de Asís, Instituto Universitario Centro de Docencia, Investigación e Información en Aprendizaje, Instituto Universitario Crandon, Instituto Universitario de Postgrado en Psicoanálisis de la Asociación Psicoanalítica del Uruguay, Instituto Universitario Monseñor Mariano Soler, Instituto Universitario Centro de Estudio y Diagnóstico de las Disgnacias del Uruguay, Instituto Universitario de Postgrado AUDEPP, Instituto Universitario Fundación Politécnico de Punta del Este, Universitario Sudamericano y Universitario de la Innovación. Estos dos últimos se encuentran en etapa de trámite de sus carreras de grado.
Títulos y niveles de formación de la UdelaR:
Carreras de postgrados universitario:
Corresponden a estudios realizados con posterioridad a la obtención de un grado universitario o licenciatura.
- Especializaciones
- Diplomaturas
- Maestrías
- Doctorados

Carreras de grado universitario:
Las carreras de grado tienen como finalidad proporcionar una formación que posibilite el desempeño profesional y académico con un perfil adecuadamente definido. 
- Licenciaturas (de cuatro años): entre 320 y 360 créditos, con un mínimo de 2400 horas de clase o actividad equivalente.
- Otras carreras que otorgan título profesional (de cinco años): entre 400 y 450 créditos, con un mínimo de 3000 horas de clase o actividad equivalente.

Carreras terciarias (títulos de pregrado):
Cumplen con la finalidad de brindar una formación de carácter práctico, aplicado y creativo en las más variadas áreas del conocimiento.
- Tecnicaturas (de dos años): entre 160 y 180 créditos, con un mínimo de 1200 horas de clase.
- Tecnólogos (de tres años): entre 240 y 270 créditos, con un mínimo de 1800 horas de clase.

Cumplen con la finalidad de brindar una formación de carácter práctico, aplicado y creativo en las más variadas áreas del conocimiento. 

NOTA: Se considera 1 crédito  como el equivalente a 15 horas de dedicación estudiantil, que comprenda las horas de clase o actividad equivalente, y las de estudio personal. 

### Educación no formal
La educación inicial, comprende a niños de entre 0 y 3 años. Generalmente se brinda a través de centros privados. Los organismos rectores son el Instituto del Niño y Adolescente del Uruguay (INAU), la ANEP y el MEC. En esta área, el Plan CAIF brinda educación preprimaria en centros destinados a familias con carencias económicas, de gestión privada y supervisión del financiamiento público.
La educación no formal también está destinada a jóvenes y adultos. En el ámbito formal también se brinda educación destinada a este grupo etáreo, con programas específicos para que los estudiantes culminen los ciclos primarios y secundarios.

## Estadísticas sobre educación
En el índice de Desarrollo Humano de las Naciones Unidas, Uruguay (0.808) está en el puesto número 32 de cobertura de educación a nivel mundial y en el número 2 de Latinoamérica, Los países con mayor acceso a la Educación de América Latina son Cuba (0.993), Uruguay (0.955) y Argentina (0.946).
Alfabetismo (2017) población total: 98,6 %
Tasa neta de inscripción escolar (2015) primaria total: 99,5 %
Tasa neta de inscripción en Secundaria (2015) Educación Media Básica: 96,2 %, Educación Media Superior: 82,1 %
Promoción (2015) educación primaria 95 %
Educación Media Básica  CES: 73,6 %,  UTU: 59,1 %
Educación Media Superior 4.º año: 67,4 %,  5.º año: 70,4 %,  6.º año: 48,3 %, UTU: 62 %